# Brit zászlós díszszemle
Eredeti nevén Trooping the Colour, magyarul szó szerint zászlós díszszemle, egy ünnepélyes szertartás, amelyet a Brit Nemzetközösség ezredei rendeznek meg. Már a 17. század óta a brit gyalogsági ezred hagyománya, bár gyökerei sokkal korábbra nyúlnak vissza. A csatatéren egy ezred színeit vagy zászlóit használták gyülekezési pontként. Tehát a különböző ezredek zászlósai felvonultak a csatatéren a seregek között, hogy minden katona felismerje a saját zászlóját, majd a megadott helyen gyülekezzen.
1748 óta az eseményt a brit uralkodó hivatalos születésnapjaként is emlegetik. A rendezvény minden évben Londonban június második szombatján, a St. James’s Park Horse Guards Parade-ján kerül megrendezésre, egybeesik a születésnapi kitüntetések listájának közzétételével is. A közönség sorai között megtalálható a királyi család, valamint a meghívott vendégek is, mindemellett az érdeklődőknek szintén lehetőségük nyílik jegyet vásárolni a jeles ünnepségre. A ceremóniát a BBC közvetíti az Egyesült Királyságban, Németországban, Ausztriában és Belgiumban, valamint a BritBox közvetítésével az Egyesült Államokban és Kanadában egyaránt. A 2018-as felvonulást az Associated Press közvetítette a nézők számára világszerte a Time magazin YouTube-csatornáján és a The Telegraph brit napilap Facebook-oldalán. 2019-ben a BBC a Youtube-csatornáján keresztül vette át az online adásokat, televíziós élő közvetítést biztosítva az esemény második nemzetközi közvetítéséhez.
Őfelsége a Malltól a Buckingham Palotáig utazik hintójában díszkíséretben. A királynő a hatalmas St James's Park melletti Királyi Lovas Testőrség laktanyájának nyitott udvarán, a Horse Guards Parade-on fogadja 1100 katonája tisztelgését, majd személyesen köszönti őket. A királyi család a palota teraszáról kíséri figyelemmel a színpompás ünnepélyt. A parádé nagyságát mutatja, hogy alatta mintegy 113 parancsszó hangzik el, 200 lovas vonul fel, és 400 katonazenész játszik egyszerre.

## Az uralkodó hivatalos születésnapja
Igazából II. Erzsébet születésnapja április 21-én van, de ebben az időpontban a londoni időjárás még túlságosan kiszámíthatatlan egy ilyen nagyszabású ünnepség megrendezéséhez. A királyi születésnap megünneplésének nyárra való áthelyezését még VII. Eduárd király, Viktória királynő fia honosította meg a múlt század első évtizedében.
VII. Eduárd születésnapja novemberben volt, amikor a brit időjárás többnyire kedvezőtlen bármiféle szabadtéri rendezvény megtartására, ezért helyezték át a júniusi időpontra a hivatalos ünnepséget. Ez a hagyomány pedig azóta is fennáll.

## A ceremónia menete
Az egész rendezvényt a várakozás alatt álló dandártábornok  felügyeli az adjutáns segítségével, lóháton. A londoni kerületi őrmester irányítja az ünnepség lefolyását.

### A menet
Az őrök egy része, akiken jelölő zászlók vannak, felvonul, hogy megjelölje az 1-6. számú őrök helyét. (Ezek a jelölő zászlók a különböző ezredek társaságainak színei.)
Az ezredszalaggal megelőzve, az 1-6. számú őrök helyükre vonulnak. Az 1. számú őr "A szín kísérője".
Az 1-5. számú őrök két sorban állnak a felvonulás nyugati oldalán, a Horse Guards épületével szemben.
A 6. számú őr az északi oldalon velük merőlegesen áll fel.
Amint mindenki a helyére kerül, a dobos elindul, és a zászlók burkolatát eltávolítják, feltárva a kívánt színt.
A király csapata, a Household Cavalry az 1-5. számú őrök mögött áll.
Az őrök a Horse Guards Parade felé indulnak, hogy biztonságot nyújtsanak a később érkező királyi család, valamint a vonuló katonák számára.
A királyi család érkezése
A királyi család a Horse Guards épületének első emeleti erkélyéről tekinti meg a díszszemlét. A felvonulás megfordul a Gárda Emlékműnél, hogy a kocsik át tudjanak haladni. II.Erzsébet utoljára 1986-ban érkezett burmai lován, a következő évben az őt már 1969 óta aktívan szolgáló kedvenc lova visszavonult az aktív szolgálattól, így a királynő azóta mindig hintóban érkezik. Őfelsége a Walesi gárda, Kent hercege (skót gárda), Royal hercegnő (blues és royals), York hercege (grenadier gárda) és Cambridge hercege (gárda gárda) kíséretében érkezik, őket követik az ezred nem királyi ezredesei.
Amint a kocsi megérkezik a Horse Guards Parade-re, a királyi szabvány készül a bemutatásra és a lóőrök tetőjéről történő repülésre. Amint a kocsi a szín mögött halad át a csapatok felé, a főparancsnok, a kezében ostorral, kitüntetést ad neki. A királynő kijön a  bázison, hogy elindítsa a szertartásokat. A parancsnok a következő paranccsal indítja a felvonulást: "Őrök – királyi tisztelgés – jelenlegi fegyverek!" és a nemzeti himnuszt (God Save The Queen) a  Masse Band együttese játssza, a zenei igazgató vezetésével. Ezzel egyidejűleg a Királyi Szabványt hivatalosan is kiadják. Ez a hagyomány megszakadt a 2015-ös felvonuláson.
A vonal ellenőrzése
A királynő ellenőrzi a katonákat, a királyi ezredeket követik őt. A BBC televíziós kommentárjai minden évben hangsúlyozzák a királynő tudását az őrökről, és kiemelik a "kitartást" mint egy őrmester magasan megbecsült tulajdonságát. A kísérő zenekar mindig az adott eseményhez illő zenét játszik. Például, ha a walesi őrök színeikre állnak, a zene magában foglalja a hagyományos ezredmenedzsmentüket, a Harlech-férfiakat. Amíg a királynő áthalad a bal oldalon lévő katonák között, lassú menet játszik. Ha az ellenőrzés befejeződött, a zene megszűnik, a királynőt pedig visszaviszik a tisztelegő bázisra.
A királynő visszaül az üdvözlő bázisra. A basszusdobban elhangzott három ütés jelzi a masszőr zenekarok menetének megkezdését. Az őrök helyet cserélnek.  A lassú menetelés zenéje hagyományosan a Les Huguenots keringője. A gyors menetelés során a Dobtestület magányos dobosa elvonul a tömeges zenekaroktól, és az 1. számú Gárda jobb oldalán két lépésre indul, hogy posztjára lépjen, amíg a zenekar elindul, megállva a színes társaság közelében. Az ünnepséget a magányos dobos nyolc báros "Dobos hívása" kezdeményezi, jelezve az 1. számú őr kapitányának, hogy átruházza parancsát az 1. gárda alközpontjába. Lehajtja a fegyvereket, míg a helyszíni tiszt a többi jelen lévő társaságot utasítja, hogy cseréljék ki fegyvereiket. A hívás megszólalása után a magányos dobos visszatér a Massed Band-ekhez.
Az ezredek felfedik színeiket
A csapatok egy meghatározott rend szerint felvonultatják csapataikat, és kicsomagolják zászlajaikat, felfedve ezzel "színüket".
A foot guards lassú és gyors vonulása
A sereg különböző ütemben, más-más zenei kíséretben felvonul a parancsnok vezetésével, és tiszteleg fegyverével a királynő előtt, jelezve azt, hogy a régi idők mára véget értek.
A felszerelt katonák vonulása
A Household Cavalry lassan a mezőre lovagol, hagyományosan a "Preobrajensky" dallamra.
A Household Cavalry és a Királyi csapat sorban fejezi be a Horse Guards Parade két körét. A lovak számára a lassú és a gyors időtartam egy sétára és egy ülőrúdra vonatkozik. 1997 óta a felszerelt kontingenst a király csapata parancsnoka, majd az országvezető kíséretének parancsnoka vezeti.
Ezt követi a sétáló menet, amikor a királynő fogadja a különböző ezredek tisztelgését meghatározott sorrendben.
Felkészülés a lemenetre
A zenekar vezetője jelzi a katonáknak, hogy felkészülhetnek, a levonulásra.
A katonák fegyvereiket a földre helyezik, míg az "Isten mentse meg a királynőt a "Massed Bands" játssza. A hadosztályok formálása mellett, a dobtesttel együtt, az őrök felkészülnek a felvonulásra, és a király csapata elhagyja a pályát. A tábornok, miután felkészítette a sereget a felvonulásra, aztán a tiszteletes bázis felé indul, és értesíti a királynőt, hogy az őrök készen állnak, hogy távozzanak a terepről. A király csapata, a Royal Horse Tüzérség elhagyja a Horse Guards parádét és elindul a Green Parkba (a Buckingham-palota szomszédságában), hogy hivatalosan megkezdje a királyi 41 fegyveres tisztelgést. Ugyanakkor a londoni toronyban a tiszteletre méltó tüzérségi társaság a torony területén elfoglalja a helyét a különleges 62 fegyveres tisztelgéshez, amely akkor történik, amikor a királynő megérkezik. Ezt a fegyver-tiszteletet csak a HAC végzi a királyi évfordulók alkalmával.
Levonulás
A Massed Bands vezetésével a királynő levonul. Az egész 1000 katonát és 400 zenészt felvonultató felvonulás a Buckingham-palota felé indul. A zászlóvivők ezután elindulnak. A királyi csapat készen áll arra, hogy a királyi családnak a palotába érkezésekor megkezdje a fegyveres tisztelgését. Ugyanakkor a régi és az új királynő őrök, akik most a palota udvarában végzik a Gárda cseréjét, miközben az ünnepségek is zajlanak, felkészülnek a királyi kocsik érkezésére és a királynő tisztelgésére a kocsijában, amikor ő megérkezik.
Az esemény megrendezése más országokban és területeken
Az Egyesült Királyság mellett a ceremónia a világ számos más területén is megrendezésre kerül, köztük Ugandában, Kenyában, Ausztráliában, Malajziában, illetve a Bermudákon is.

## Próbák
A  hivatalos születésnapot egy, illetve két héttel megelőző szombaton zajlanak az esemény előkészületei, próbái. A vezérőrnagyi, illetve ezredesi szemle főpróbaként szolgál az uralkodó születésnapja előtt.

## Fordítás
- Ez a szócikk részben vagy egészben  a   Trooping the Colour című angol Wikipédia-szócikk ezen változatának fordításán alapul.  Az eredeti cikk szerkesztőit annak laptörténete sorolja fel. Ez a jelzés csupán a megfogalmazás eredetét és a szerzői jogokat jelzi, nem szolgál a cikkben szereplő információk forrásmegjelöléseként.